# Cung điện ở Domanice
Cung điện ở Domanice (tiếng Ba Lan: Pałac w Domanicach) là một cung điện có từ thế kỷ 18 ở làng Domanice, huyện Wrocławski, tỉnh Dolnośląskie, Ba Lan. Công trình kiến trúc này có tên trong danh sách di tích.

## Lịch sử
Cung điện ở Domanice được xây dựng vào thế kỷ 18. Sau năm 1763, cung điện được xây dựng lại theo phong cách kiến trúc thời kỳ Phục hưng. Từ năm 1780, phần nội thất bên trong cung điện nhiều lần thay đổi. Sau năm 1820, cung điện sở hữu những nét đặc trưng của phong cách cổ điển. Sau khi Chiến tranh thế giới thứ hai kết thúc, cung điện do chính quyền Cộng hòa Nhân dân Ba Lan tiếp quản. Sau đó, cung điện làm trụ sở cho Hội Nghệ sĩ Sân khấu Ba Lan. Hiện nay, công trình kiến trúc này thuộc sở hữu tư nhân.

## Kiến trúc
Cung điện ở Domanice là một ví dụ điển hình của phong cách cổ điển. Đây là một tòa nhà gồm bốn mặt với một ngọn tháp cao. Công trình kiến trúc này là một phần trong khu phức hợp cung điện bao gồm đài tưởng niệm, công viên, các tòa nhà phụ và các trang trại dùng làm nhà kho. Trong đó, các tòa nhà phụ và các trang trại đều có từ thế kỷ 19, bao gồm: một khu vườn, một chuồng ngựa, một nhà để xe ngựa và một lò rèn.